# Samsons-Lion
Samsons-Lion – miejscowość i gmina we Francji, w regionie Nowa Akwitania, w departamencie Pireneje Atlantyckie.
Według danych na rok 1990 gminę zamieszkiwały 64 osoby, a gęstość zaludnienia wynosiła 13 osób/km² (wśród 2290 gmin Akwitanii Samsons-Lion plasuje się na 1110. miejscu pod względem liczby ludności, natomiast pod względem powierzchni na miejscu 1432.).